# Villahermosa
Villahermosa je město v Mexiku, které je hlavním městem státu Tabasco. Žije zde přibližně 340 tisíc obyvatel (887 000 včetně aglomerace). Leží na řece Grijalva.
Město založil 24. června 1564 Diego de Quijada a roku 1826 získalo městská práva. Původně se jmenovalo Villa Hermosa de San Juan Bautista (Krásné město svatého Jana Křtitele), současný název nese od roku 1916. Je také známé jako Esmeralda del Sureste (Smaragd jihovýchodu).
Město má tropické monzunové podnebí, v okolí se pěstuje kávovník a kakaovník. Jeho rozvoj je spojen se zpracováním ropy. Turistický ruch těží z množství olméckých památek, nachází se zde také zoologická zahrada, moderní most Musevi a katolická katedrála.

## Rodáci
- Martha Higareda